# One Chance
One Chance (Brasil: Apenas Uma Chance / Portugal: One Chance – O Sonho de uma Vida) é um filme inglês-americano de 2013 sobre o ganhador de Britain's Got Talent, Paul Potts, dirigido por David Frankel e escrito por Justin Zackham. 
Gravado na Itália e no Reino Unido, teve apresentação especial no Festival de Cinema de Toronto.

## Elenco
- James Corden como Paul Potts
  - Ewan Austin como Paul (14 anos de idade)
- Julie Walters como Yvonne Potts
- Colm Meaney como Roland Potts
- Alexandra Roach como Julie-Ann "Julz" Potts
- Mackenzie Crook como Braddon
- Jemima Rooper como Hydrangea
- Valeria Bilello como Alessandra
- Trystan Gravelle como Matthew